# Blue Spirit Aero Dragonfly
 (juin 2023).
Dimensions
Le Blue Spirit Aero Dragonfly est un avion à hydrogène conçu par la startup française Blue Spirit Aero. Il est équipé d'une pile à combustible fonctionnant à l’hydrogène actionnant 12 petits moteurs électriques, disposant chacun de son hélice tractive, fixés le long des ailes, à raison de six moteurs de chaque côté. Un prototype de cabine du Dragonfly est présenté au public pour la première fois au 54e salon aéronautique du Bourget, du 19 au 25 juin 2023. Le premier vol est prévu en 2025 et la mise en service en 2026.

## Développement
Blue Spirit Aero (BSA) a été fondée en 2020 par Olivier Savin, un ancien cadre de Dassault. Expert de l’hydrogène, Olivier Savin a travaillé pendant plus de 25 ans sur l’utilisation de l’hydrogène dans le domaine aéronautique, notamment pour Honeywell et Dassault Aviation. Le siège social de BSA se situe à Rueil-Malmaison (Hauts-de-Seine) en région parisienne et son bureau d'études à Toulouse. L’entreprise a pour ambition de faire progresser la certification de l’aviation « propre » par les organismes de réglementation, et de révolutionner les écoles de pilotage avec un avion « propre » utilisant une technologie accessible,.
Blue Spirit Aero a choisi dès le départ d’utiliser la solution industrielle « Reinvent the Sky » de Dassault Systèmes, basée sur la plate-forme 3DEXPERIENCE, qui est la technologie de référence dans l’industrie aéronautique. Ce choix d’utiliser une plate-forme unique, sur un environnement virtuel sur le cloud, pour tous les aspects et toutes les étapes du développement de ses produits, depuis le concept jusqu’à la certification, a permis à BSA de bien structurer ses processus internes et de rationaliser la communication entre tous ses collaborateurs, quels que soient leur spécialité et leur site. L’utilisation de 3DEXPERIENCE a permis à BSA d’effectuer en quelques mois toute la conception en 3D détaillée des formes du Dragonfly, de tester et de valider ses performances théoriques en termes d’aérodynamique, de structure et d’énergie. Au Salon International de l’Aéronautique et de l’Espace du Bourget, qui a lieu du 19 au 25 juin 2023, il est possible de voir, sur le stand de Dassault Systèmes, des démonstrations de la plateforme 3DEXPERIENCE et de réalité augmentée, et les « jumeaux virtuels » du Blue Spirit Aero Dragonfly.
Blue Spirit Aero a révélé fin juillet-début août 2022 les détails de son avion à hydrogène Dragonfly (en anglais : libellule). BSA a réalisé des essais en soufflerie et plusieurs vols radiocommandés du Dragonfly à échelle réduite. Toutefois l’avion n’existait que sous la forme d’une maquette à l’échelle un quart, qui a permis à l’entreprise de réaliser ses premiers tests. Blue Spirit Aero expose une version en taille réelle (échelle 1:1) de la cabine du Dragonfly pour la première fois à la 54e édition du salon aéronautique du Bourget, du 19 au 25 juin 2023.
Grâce au soutien de France 2030, la société met en chantier en octobre/novembre 2024 un premier prototype en mesure de voler, pour une sortie d'usine prévue en 2025. Cela amorcera un processus de certification devant conduire à la mise en service du premier exemplaire de série fin 2026. L’avion est destiné dans un premier temps aux écoles de pilotage. Lorsque l’avion quadriplaces sera arrivé sur le marché, Blue Spirit Aero prévoit de développer des modèles de plus grande capacité, jusqu’à 14 places, d’ici 2030.

## Conception
Le DragonFly est un avion à douze hélices actionnées par des petits moteurs électriques, six sous chaque aile,, répartis sur toute la longueur des ailes, presque de l’emplanture jusqu’au saumon d'aile. Ils développent une puissance totale de 180 kW. Ils sont alimentés par une pile à combustible fonctionnant à l’hydrogène stocké dans deux réservoirs. L’avion offre une capacité de quatre places.
Selon son constructeur, le Dragonfly a les dimensions suivantes : 12 m d’envergure, 7,5 m de longueur, 3 m de hauteur. La cabine a 2,5 m de longueur, 1,5 m de largeur et 1,5 m de hauteur. Elle est prévue pour 4 passagers. La charge utile est de plus de 350 kg. La motorisation électrique permet un niveau sonore en cabine inférieur à 70 décibels, et l'absence d'émissions polluantes directes.
Concernant ses performances, la masse maximale au décollage (MTOM) est de 1 600 kg, la distance de roulage au décollage est inférieure à 300 mètres. Le taux de montée est supérieur à 4 m/s. L’altitude maximale est de 3 050 m (10 000 pieds). La distance franchissable maximale est de 700 km, la vitesse de croisière de 230 km/h. La vitesse de décrochage est de seulement 110 km/h, grâce à l’hypersustentation.